# Joseph Geefs

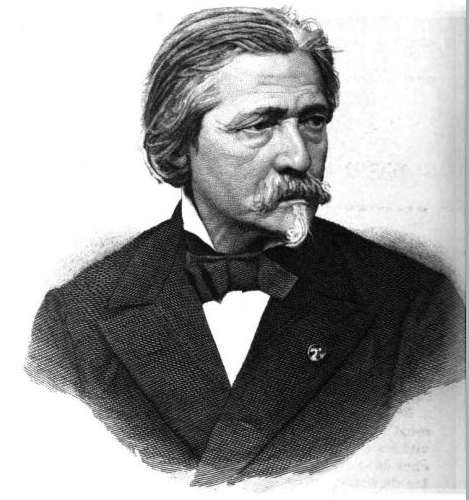
Joseph Geefs

Joseph Germain Geefs, auch Jozef Geefs (* 23. Dezember 1808 in Antwerpen; † 9. Oktober 1885 in Antwerpen) war ein belgischer Bildhauer.

## Leben

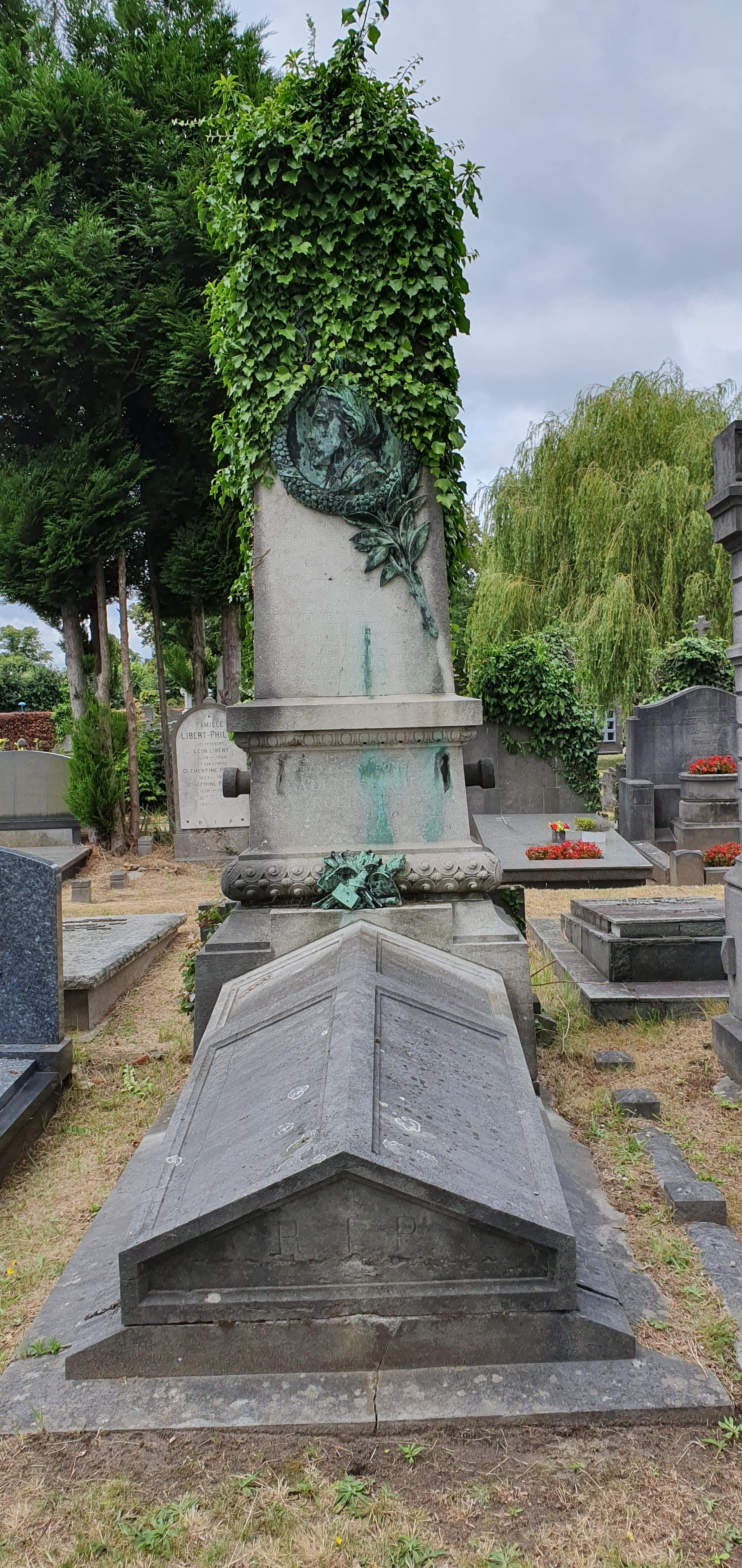
Grab von Joseph Geefs und seines Sohnes Gustave Georges

Joseph war der zweite Sohn des Bäckers Joannes Geefs (25. April 1779 – 3. Dezember 1848) und der Joanna Theresia Verbruggen (8. November 1775 – 14. Januar 1822). Sein älterer Bruder Guillaume (Wilhelm) Geefs (10. September 1805 – 19. Januar 1883), der als der bedeutendste Vertreter der Familie gilt, und sein jüngerer Bruder Aloys Geefs (25. Januar 1817 – 31. August 1841) waren ebenfalls Bildhauer. Guillaume Geefs war mit der Malerin Fanny Geefs (2. Mai 1807 – 23. Januar 1883 in Schaerbeek) verheiratet.
Aus der zweiten Ehe des Vaters mit Dymphna Vermeulen (24. Juli 1788 – 22. Juni 1843) stammen vier Söhne, die ebenfalls alle Bildhauer waren:
- Jean Geefs (24. April 1825 – 9. Mai 1860)
- Théodore Geefs, (15. Februar 1827 – 1. Januar 1867)
- Charles Geefs (1. Januar 1829 – 5. April 1911)
- Alexandre Geefs (1. Januar 1829 – 27. August 1866)

Joseph Geefs und seine Frau Adèle Sylvie Roelandt (23. November 1823 in Gent, starb am 5. März 1911 in Antwerpen), die die Tochter des Architekten Lodewijk Roelandt war, hatten eine Tochter und zwei Söhne:
- Isabella Amelia Wilhelmine Geefs (3. Juni 1845[4] in Antwerpen – ?), verheiratet mit Jules Jacques Van Ysendyck, einem Sohn von Antoon Van Ysendyck
- Gustave Georges (Joris) Theodore Geefs (20. November 1850 – 4. Dezember 1933) war ebenfalls Bildhauer.
- Eugene Geefs, (6. Januar 1854 – 7. März 1925) war Architekt.

Joseph Geefs studierte an der Koninklijke Academie voor Schone Kunsten (Königliche Akademie der Schönen Künste) in Antwerpen und an der École nationale supérieure des beaux-arts in Paris. Im Jahr 1836 gewann er den Prix de Rome, 1841 wurde er Dozent für Bildhauerei und Anatomie an der Akademie in Antwerpen. Zu seinen Schülern gehörten u. a. Albert Edelfelt, Bart van Hove, Joseph Ducaju, Jef Lambeaux und Josuë Dupon.
Von 1880 bis 1885 war er Direktor der Königlichen Akademie der Schönen Künste in Antwerpen.
Geefs starb im Alter von 76 Jahren in Antwerpen und wurde in Berchem (Antwerpen) beerdigt. Er ist im selben Grab wie seine Frau Adèle Sylvie und deren Sohn Gustave Georges und dessen Frau Adela Maria Michiels (1855–1934) beigelegt. Das Grabmonument wurde von Josephs anderen Sohn Eugene entworfen.

## Ehrungen
- Mitglied der Académie royale des Sciences, des Lettres et des Beaux-Arts de Belgique (1846)[7]
- Leopoldsorden (Belgien), Großoffizier (1881)
- Hausorden vom Weißen Falken, Ritter I. Klasse
- Orden der Eichenkrone, Offizier
- Orden vom Zähringer Löwen, Offizier
- Orden unserer lieben Frau von Vila Viçosa, Ritter
- Orden Leopolds II., Offizier (1859).

## Arbeiten

### Der Engel des Bösen

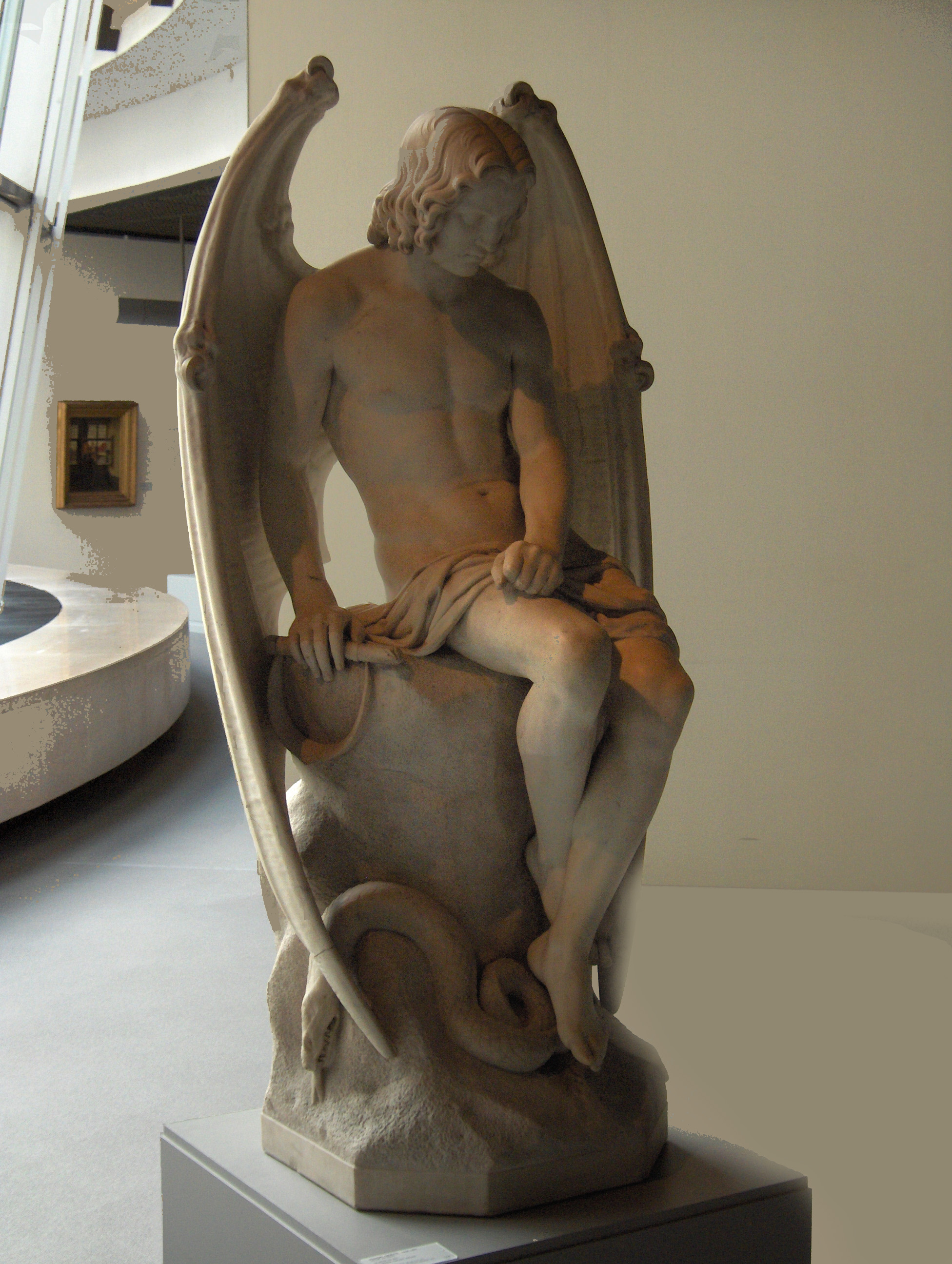
Der Engel des Bösen in den Königlichen Museen der Schönen Künste in Brüssel

Im Jahr 1837 wurde Joseph Geefs beauftragt, einen Luzifer für die Kanzel der St. Pauls Kathedrale in Lüttich anzufertigen. Das Thema war der Triumph der Religion über das Genie des Bösen. Das Ergebnis, der Engel des Bösen (L’Ange du Mal, Le Génie du Mal), wurde 1842 fertiggestellt und im folgenden Jahr aufgestellt. Trotz der unverkennbaren Qualität der Arbeit war die Kirchenleitung nicht einverstanden („Dieser Teufel ist zu erhaben“) mit dem Ergebnis. Satan wurde als ein junger Adonis dargestellt, dessen tragische Schönheit sich als eine gefährliche Faszination für Kirchgänger herausstellte. Die gefalteten Fledermausflügel scheinen eine Mandorla zu bilden, anstatt dass man sich davor fürchtet, und sie betonen den verführerischen Körper. Der nach unten gerichtete Blick der Figur unterstreicht den Eindruck. Bischof Cornelis Richard Anton van Bommel ließ die Marmorstatue entfernen und durch eine neue Version von Josephs Bruder Guillaume Geefs ersetzen. Diese entsprach mehr den allgemeinen Erwartungen und ist weniger humanisierend und ohne Zweideutigkeit bezüglich der göttlichen Bestrafung: Ein dunkles Stirnrunzeln und eine Träne, die Nacktheit besser bedeckt, die satanischen Attribute (Hörner, ein Apfel mit Bissspuren, die Fußnägel sind schmal und länglich wie Krallen) deutlicher. Die Augen sind nicht mehr auf seinen eigenen Körper fokussiert und er ist angekettet. Der ursprüngliche Engel wurde an die Königlichen Museen der Schönen Künste in Brüssel (erworben 1864) übergeben. Er gilt als ein Höhepunkt der romantischen Skulptur. Joseph Geefs fertigte auch ein weiteres Exemplar der Skulptur „Engel des Bösen“ an. Diese wurde von Prinz Carl Bernhard von Sachsen-Weimar-Eisenach (30. Mai 1792 in Weimar – 31. Juli 1862 in Liebenstein), in Auftrag gegeben. Sie stand lange Zeit in verschiedenen Räumen des Weimarer Residenzschlosses. Heute befindet sie sich im Depot der Klassik Stiftung Weimar. Die Figur ist signiert und datiert: „Josef Geefs d’Anvers 1842“.

### Werke für Grabmäler

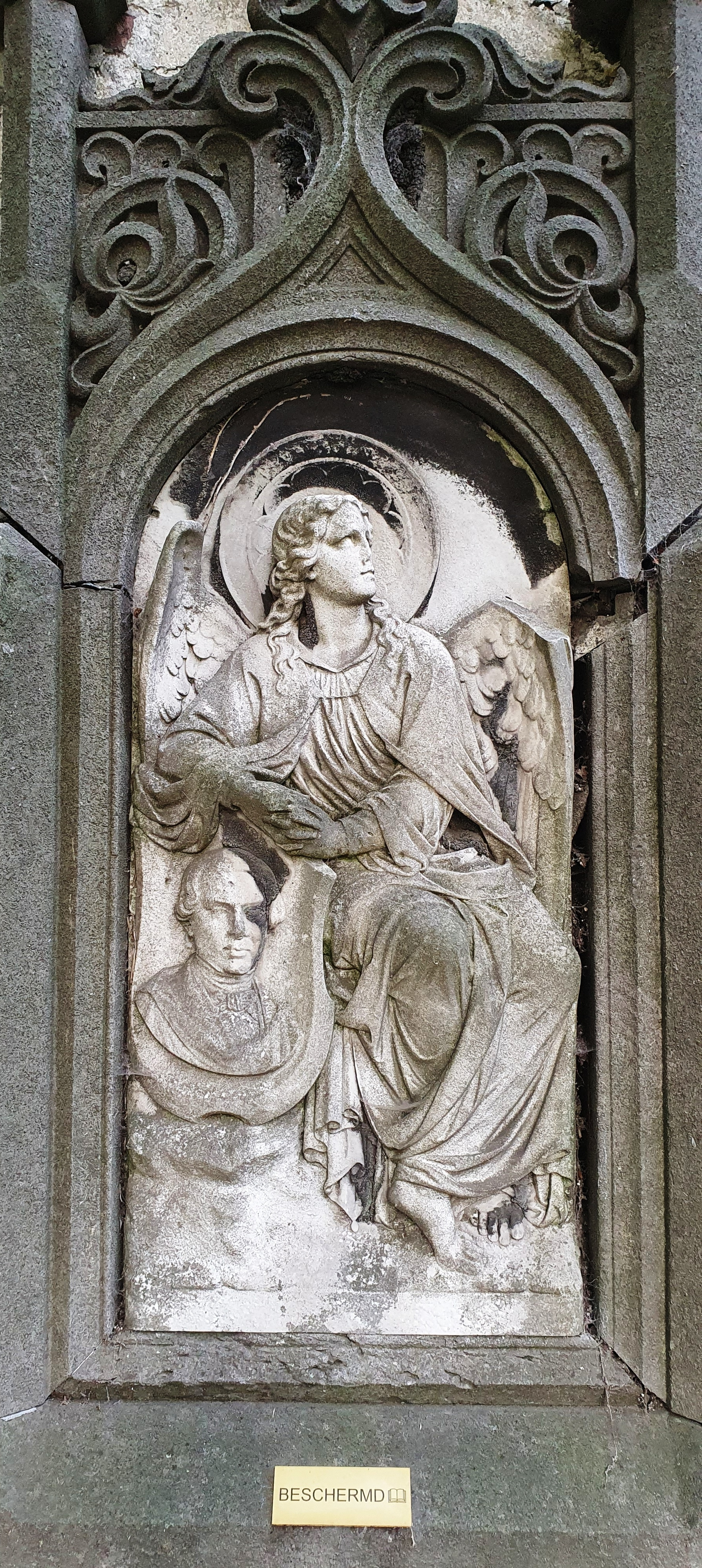
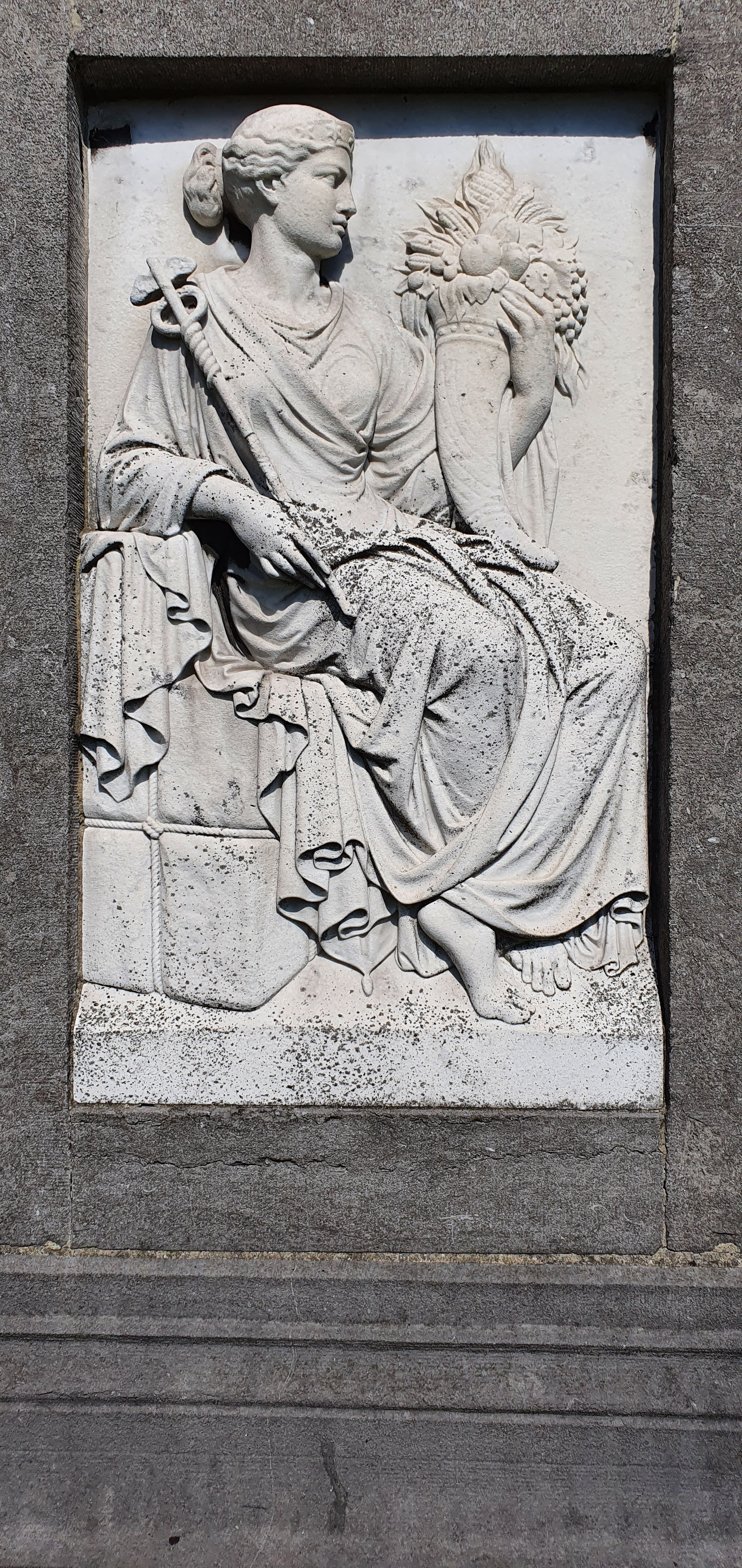
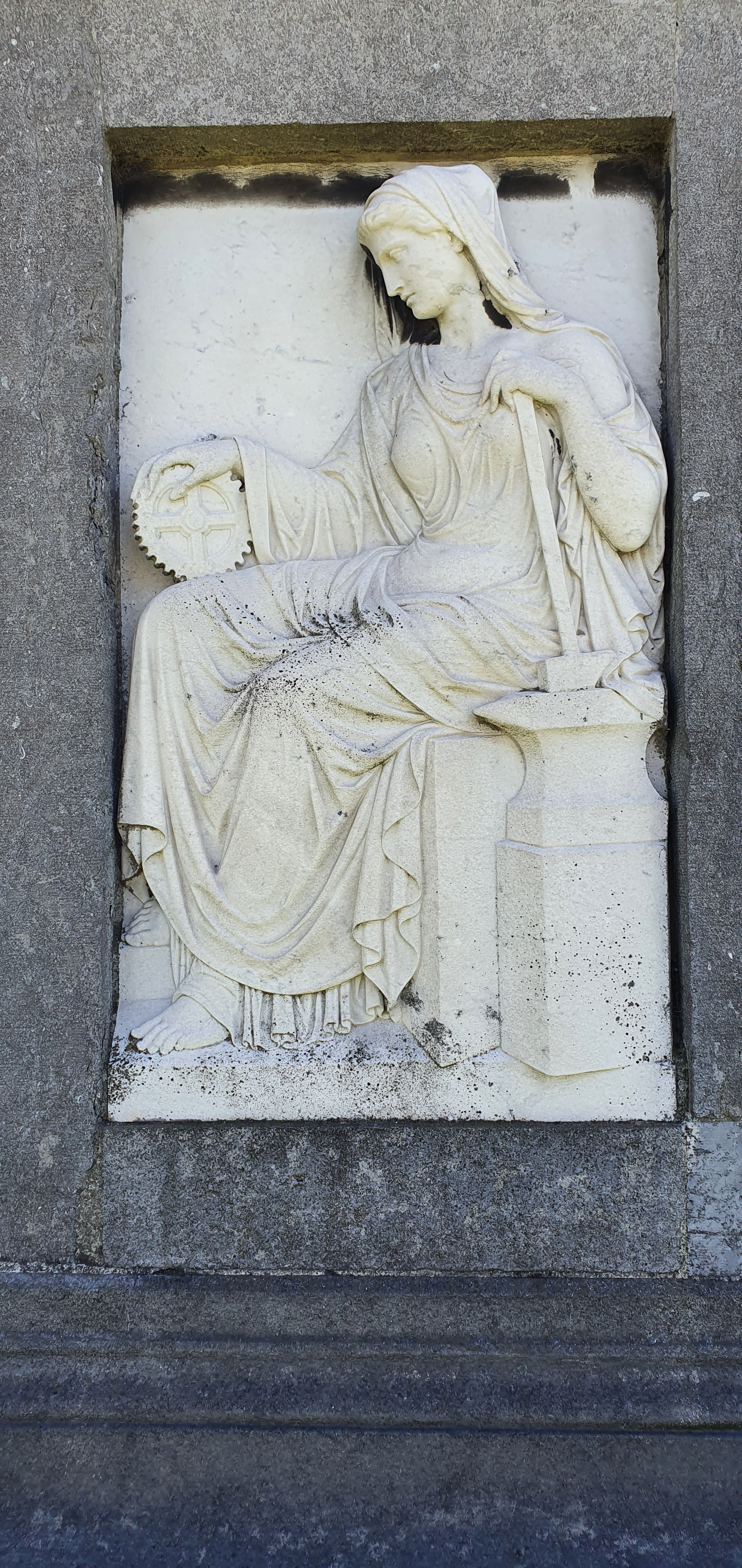

Für das Grab des Architekten Louis Van Overstraeten (17. Mai 1818 in Löwen – 24. Juli 1849 in Gent) schuf Joseph Geefs ein Engelsrelief. Louis Van Overstraeten war mit Mathilde Roelandt verheiratet und war somit ebenfalls ein Schwiegersohn von Lodewijk Roelandt.
Das Grab von Louis Van Overstraeten in Gent befindet sich auf dem Friedhof Campo Santo in Sint-Amandsberg.
Für das Grabmonument der Familie Nottebohm auf dem Begraafplaats Berchem in Antwerpen schuf er zwei Flachreliefs.

### Weitere Werke (Auswahl)
- Der Engel des Bösen, Königliche Museen der Schönen Künste in Brüssel (s. o.)
- Die Tochter des Fischers (1840), die im Jahr 1841 in Paris ausgestellt wurde und für die er von der französischen Regierung eine goldene Medaille erhielt[10]
- Balduin von Konstantinopel (ca. 1845), Statue im Senatsgebäude von Belgien, bei einem Brand im Jahr 1883 beschädigt, von Edmond Lefever restauriert.[11]
- Standbild von Andreas Vesalius (1846, enthüllt 1847) in Brüssel auf dem Place des Barricades
- die zwei Figuren Freiheit der Bildung und Pressefreiheit am Fuße der Kongress-Säule in Brüssel[12]
- Kreuzwegstationen (1867) und Figuren (1867–1871) in der St. Peter und Paul Kirche in Mechelen
- Statue von Gijsbert Karel van Hogendorp (1867) vor dem WTC in Rotterdam. Die Statue ist vier Meter hoch und wiegt 2.500 kg und wurde nach längerer Restaurierung wieder – an etwas anderer Stelle – vor dem Beurs-World Trade Center im November 2023 aufgestellt.[13][14]
- Jäger mit Beute im Antwerpener Zoo (1865)[15]
- einen Indianer auf einem Pferd, der von zwei Jaguaren angegriffen wird für den Antwerpener Zoo (1869)
- Reiterstandbild des Königs Leopold I (1865)[16] am Leopold-Platz in Antwerpen
- Graf Adolf Monument (1873) nach einem Entwurf von Johannes Hinderikus Egenberger in Heiligerlee (Provincialeweg) zum Gedenken an die Schlacht von Heiligerlee
- Porträtmedaillon von Wilhelm II. der Niederlande auf dem Obelisken in Tilburg (1874)
- vierzehn Flachreliefs für den Kreuzweg in St. Willibrord in Berchem (1850)[17]
- vierzehn Flachreliefs für den Kreuzweg in der Sint-Jan Baptist ten Begijnhofkerk/Église Saint-Jean-Baptiste-au-Béguinage (1862) in Brüssel[18]
- für die Sint-Jacobskerk in Antwerpen sieben (von vierzehn) Leidensstationen (1855) (I, II, IV, VIII, IX, XII, XIII), die anderen schuf Petrus Josephus De Cuyper (* 16. November 1808 in Antwerpen; † 10. November 1883 in Duffel)[19][20]
- für die Sint-Jacobskerk in Antwerpen eine Maria und Johannes für eine Kreuzigungsgruppe (Calvarie) aus Holz (Kruzifix mit Korpus von einem unbekannten Künstler; das Kreuz mit dem Korpus stand im 19. Jahrhundert am Kircheneingang an der Lange Niewstraat)[21]
- eine Marienstatue in der Marienkirche in Brüssel (1865)
- Der junge Fischer und die Sirene („Jeune pecheur qui se noie attiré par la sirène“) (1874), zwei Ausführungen, eine im Königlichen Museum der Schönen Künste in Antwerpen, die andere ist in Privatbesitz[22][23]
- Büste von Florent van Ertborn (1849), Bürgermeister von Antwerpen (4. April 1784 in Antwerpen – 20. August 1840 in Den Haag), Königliches Museum der Schönen Künste in Antwerpen
- Büste von Nicaise de Keyser (1881), belgischer Historien- und Porträtmaler (26. August 1813 in Santvliet bei Antwerpen – 17. Juli 1887 ebenda), Königliches Museum der Schönen Künste in Antwerpen
- Büste von Frans-Jozef Stoop (1885), Architekt, Königliches Museum der Schönen Künste in Antwerpen
- für die Fassade des Rathauses in Brügge schuf er 24 Statuen der Grafen und Gräfinnen von Flandern[24][25]
- für die Fassade des Sint-Vincentiusziekenhuis in Antwerpen schuf er weiße Steinstatuen der Heiligen Familie (Mitte), des Heiligen Joachim (links) und der Heiligen Anna (rechts),[26]
- Monument vor einem Altenheim in Beveren – stehender Engel, Pfarrer (links), der das Modell des Pflegeheims an den Bürgermeister (rechts) übergibt[27][28]
- Marienstatue für die Kapelle Onze-Lieve-Vrouw der Polders in Doel[29]
- Grabdenkmal aus Marmor für die Eheleute Leonardus Antonius Huyttens († 1853) und Ferdinanda Coleta van Tieghem († 1858) mit einer Statue eines sitzenden Engels mit Kreuz in der Pfarrkirche Unserer Lieben Frau vom Schnee (Onze-Lieve-Vrouw ter Sneeuw) in Destelbergen[30][31]

## Bildergalerie

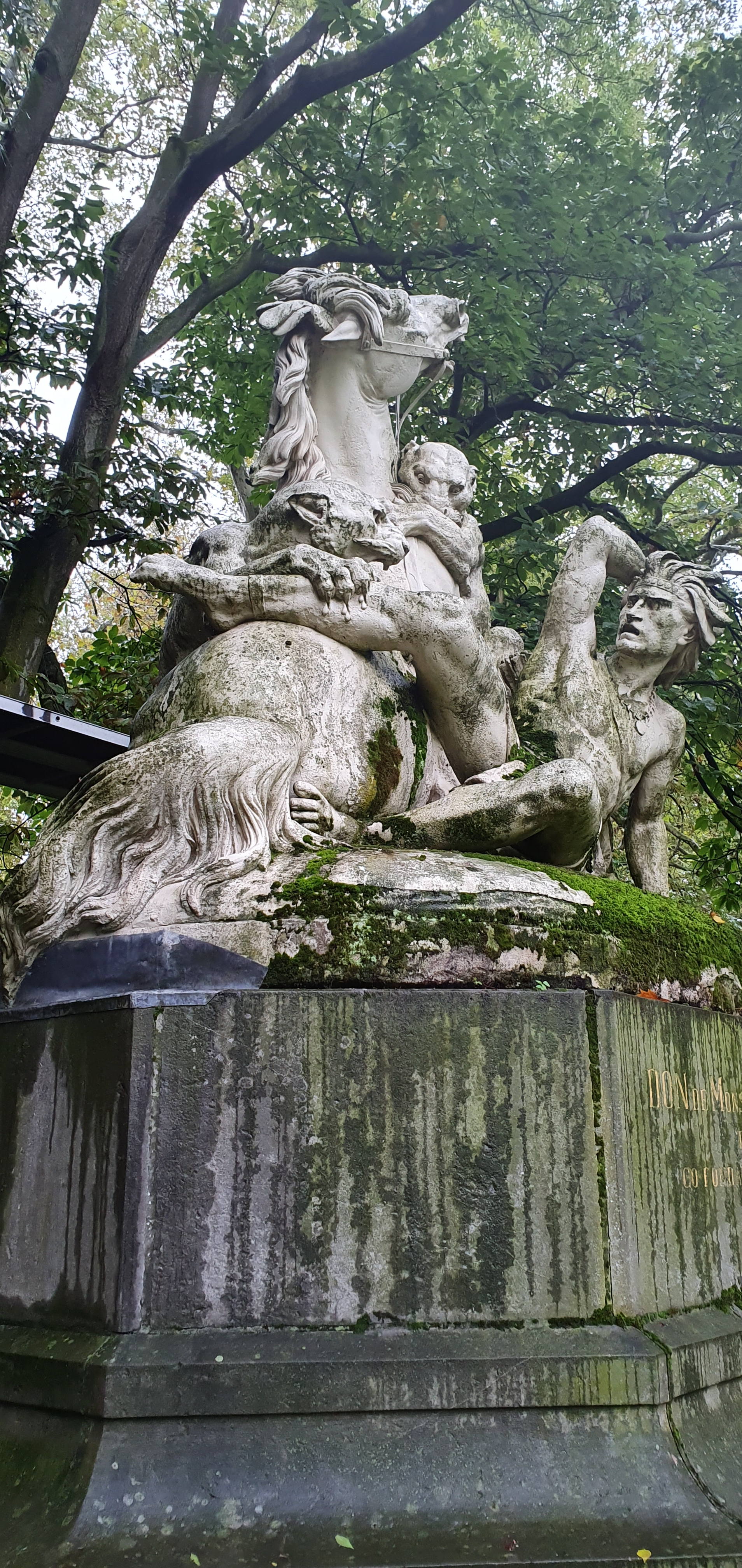
Indianer auf einem Pferd, der von zwei Jaguaren angegriffen wird (1869)
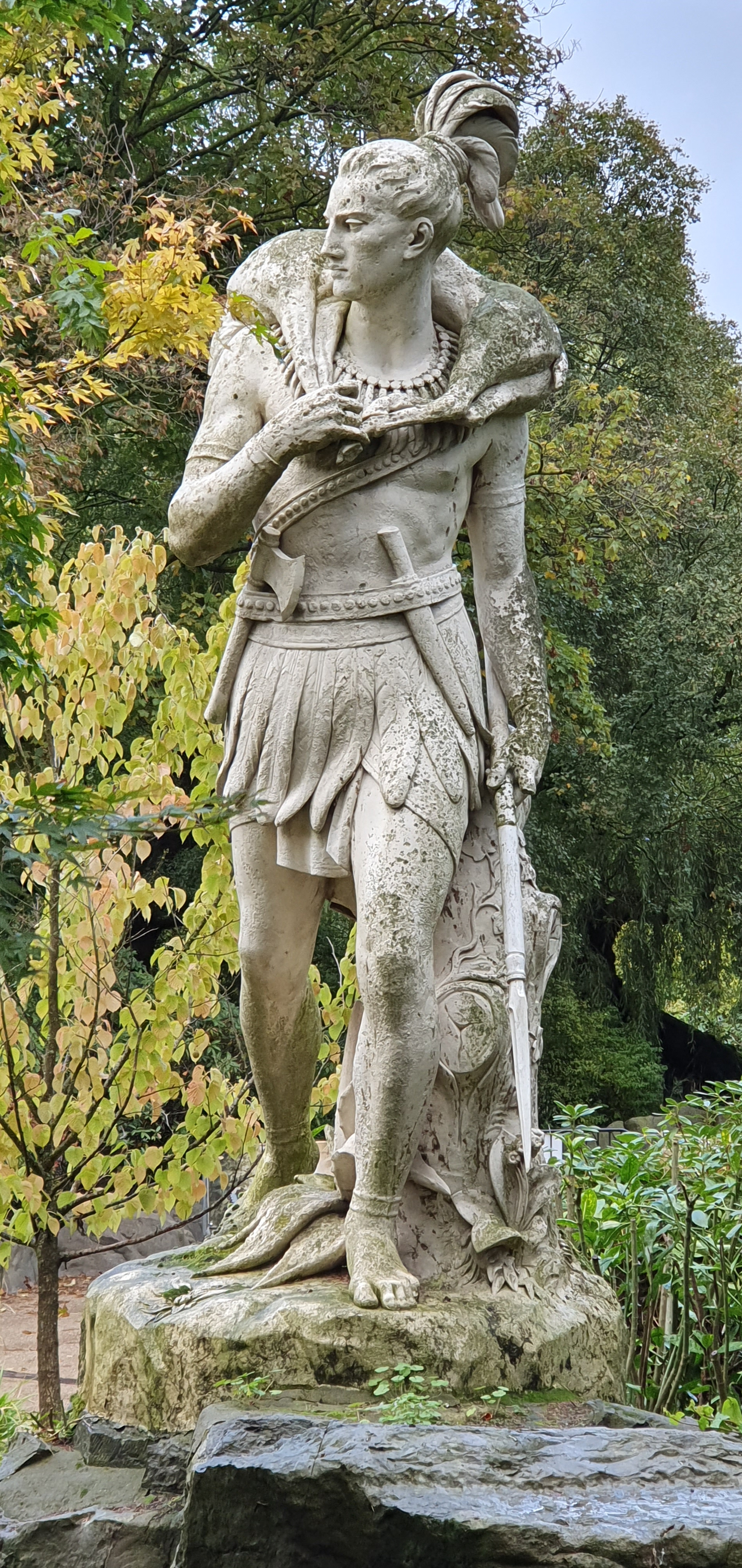
Jäger mit seiner Beute (1865)
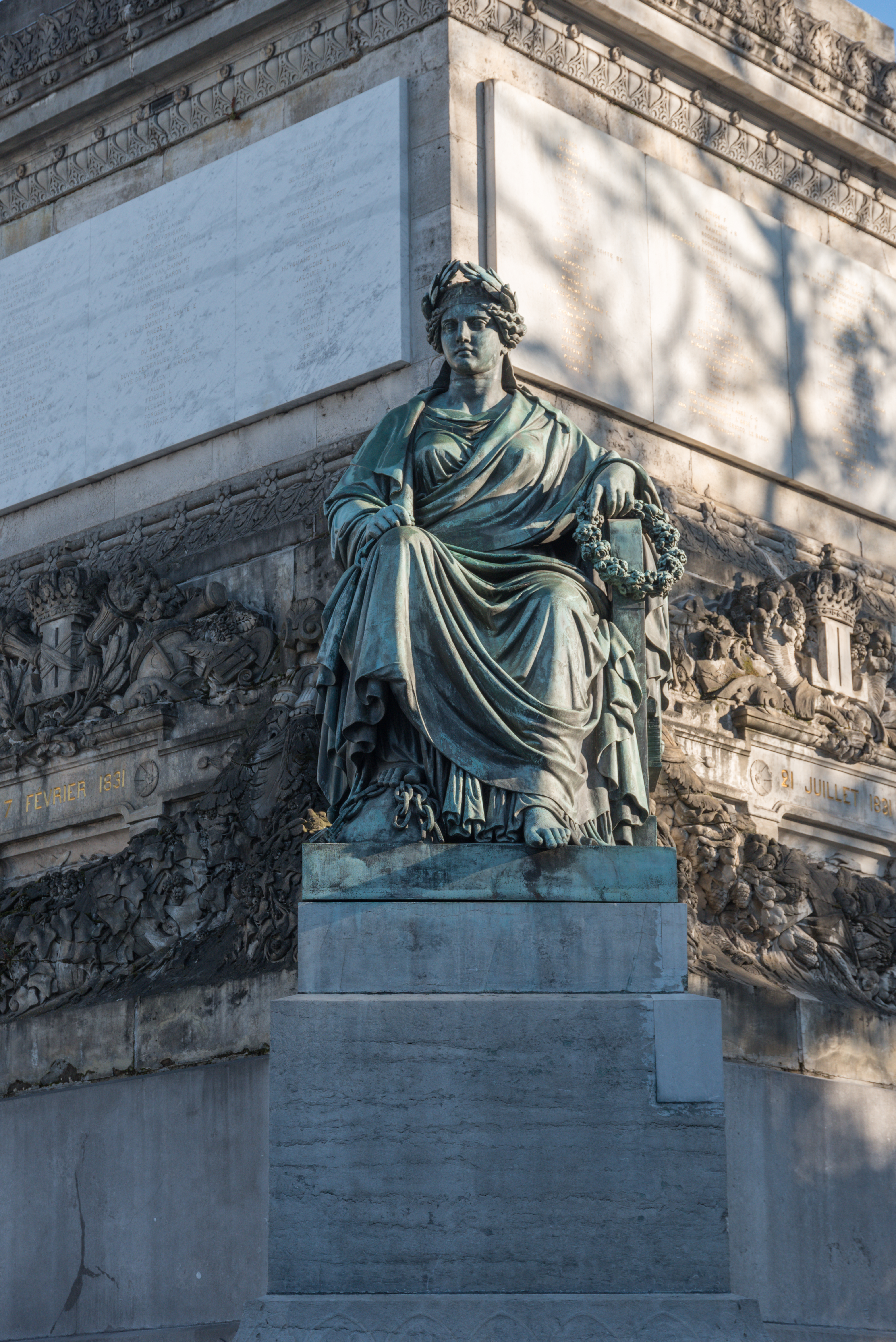
Pressefreiheit am Fuße der Kongress-Säule in Brüssel
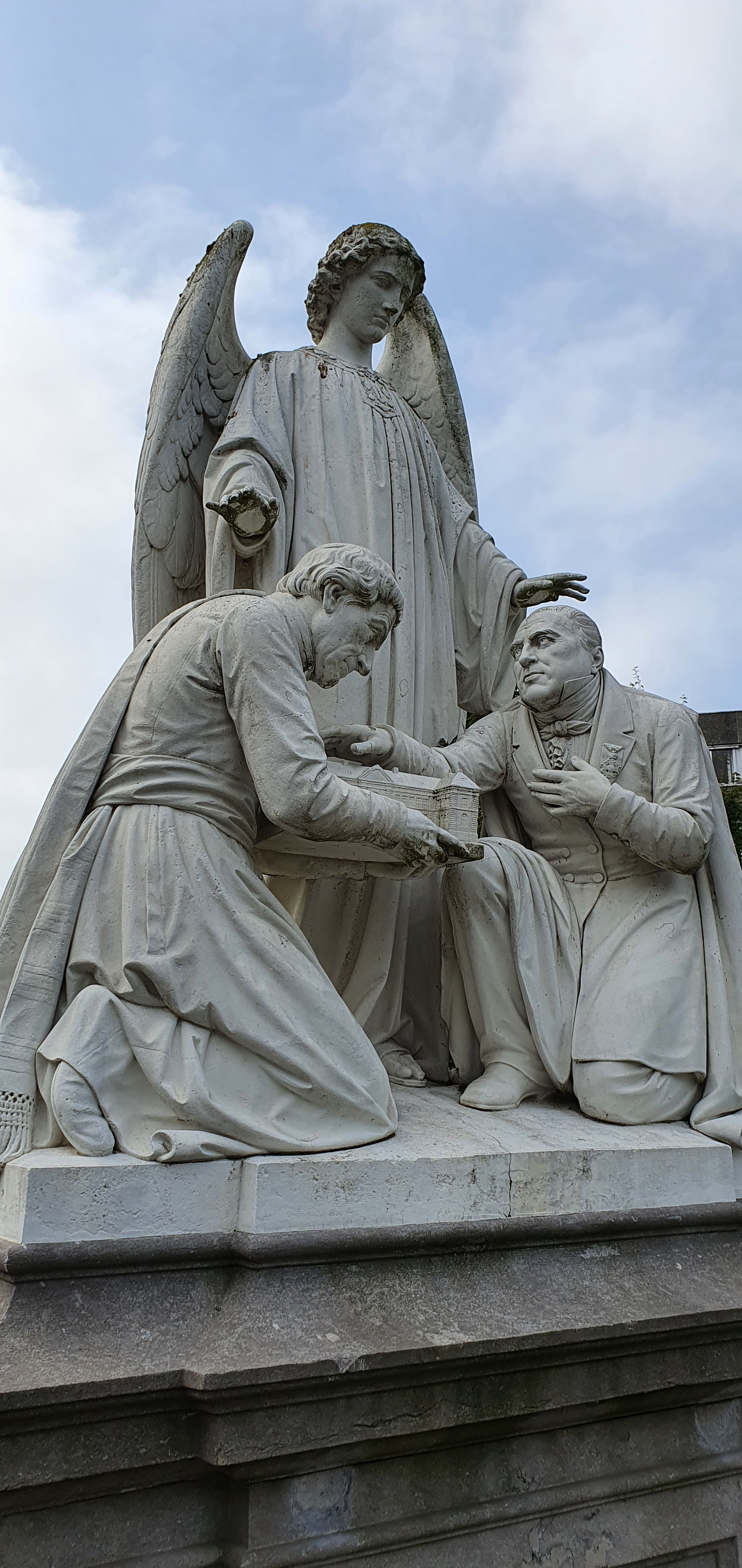
Skulpturengruppe vor einem Altenheim in Beveren
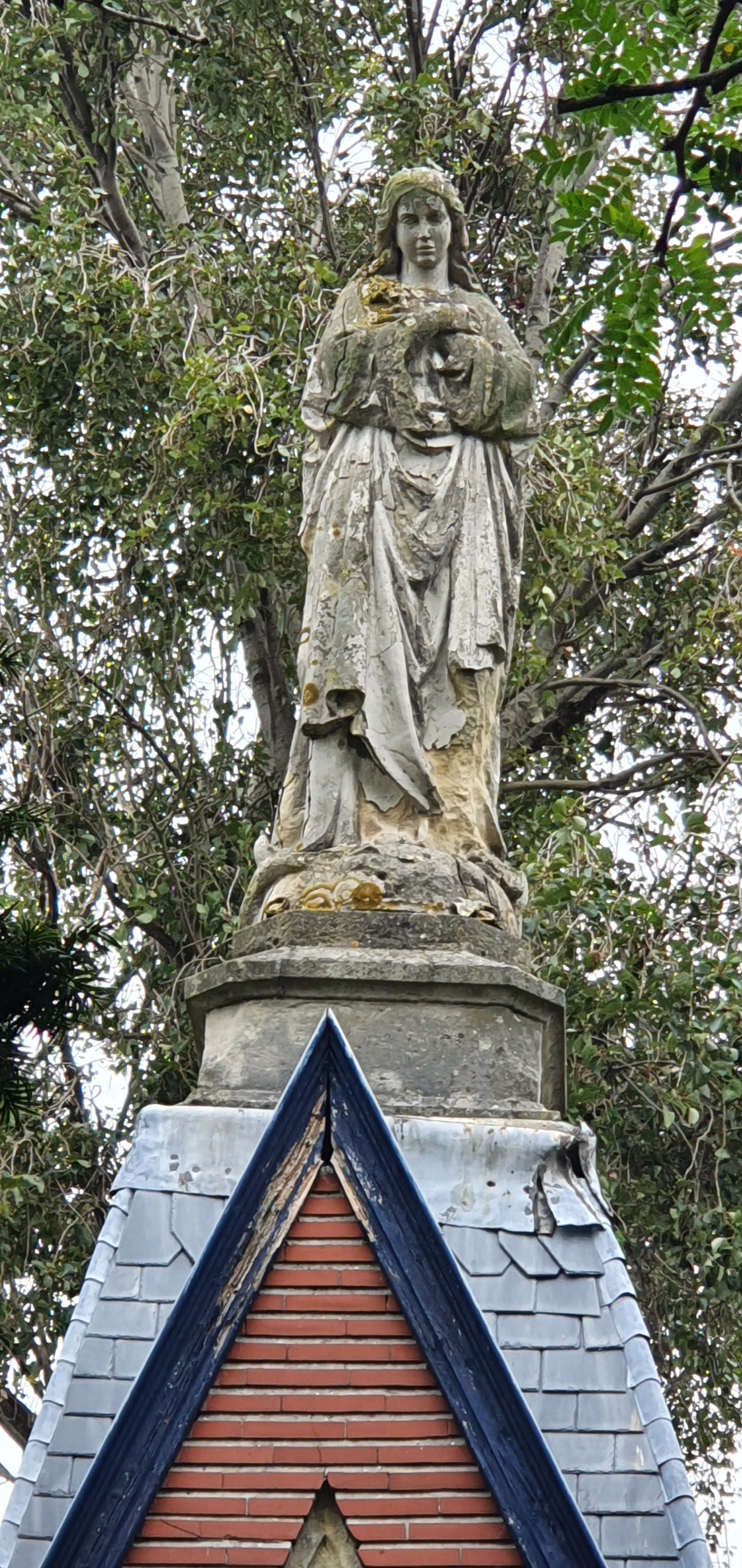
Marienstatue auf der Kapelle in Doel
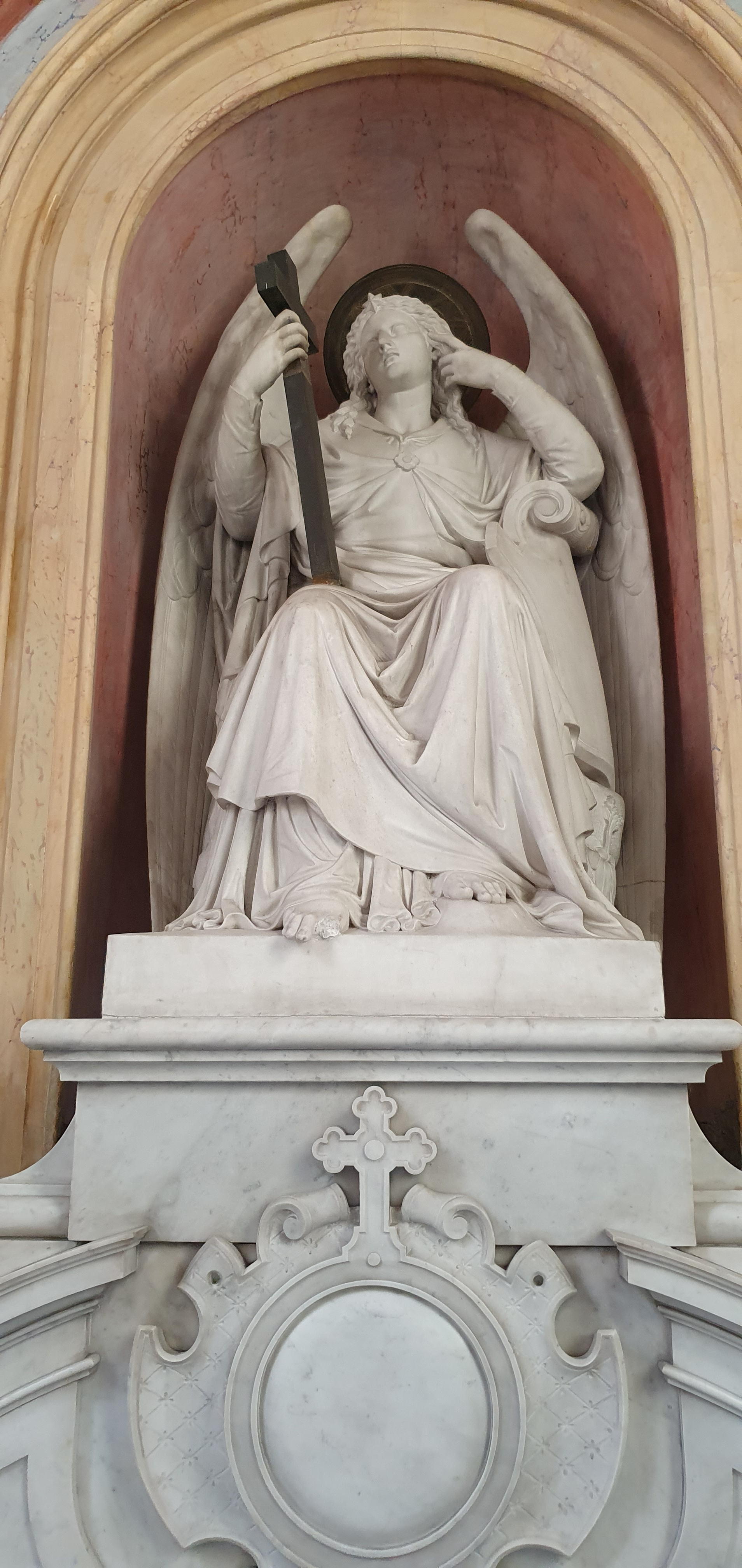
Grabdenkmal Huyttens/Tieghem in Destelbergen (1858)
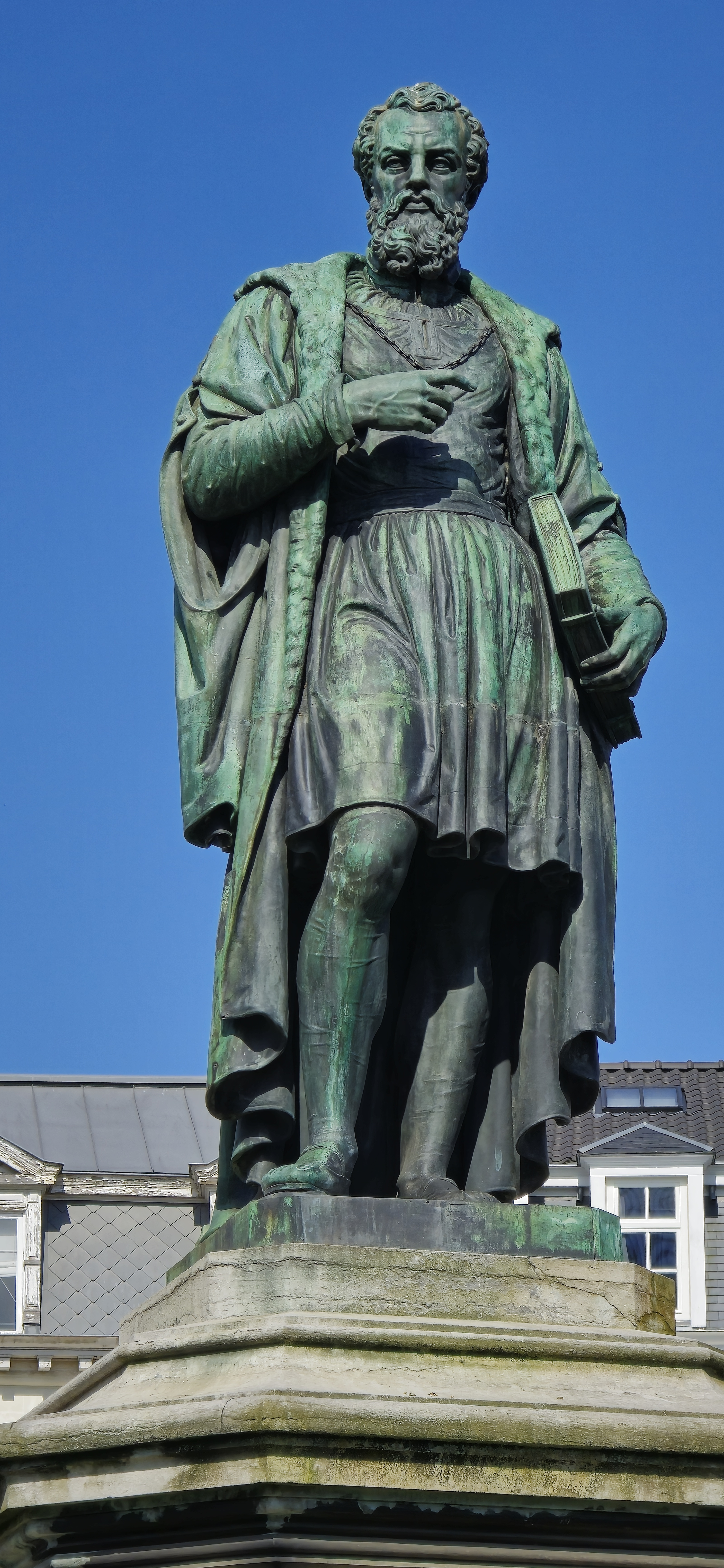
Standbild von Andreas Vesalius (1846) in Brüssel
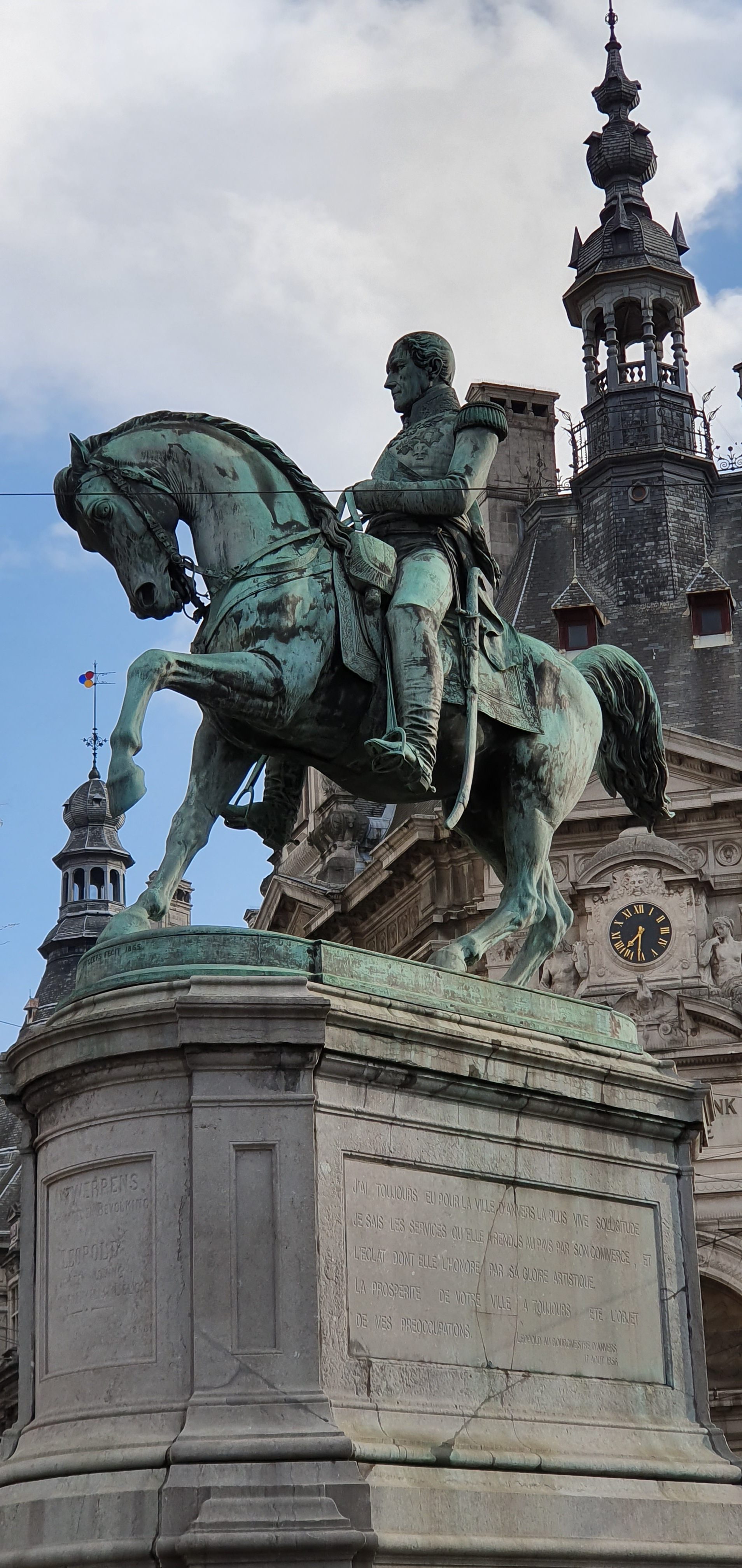
Reiterstandbild Leopold I. (1865)
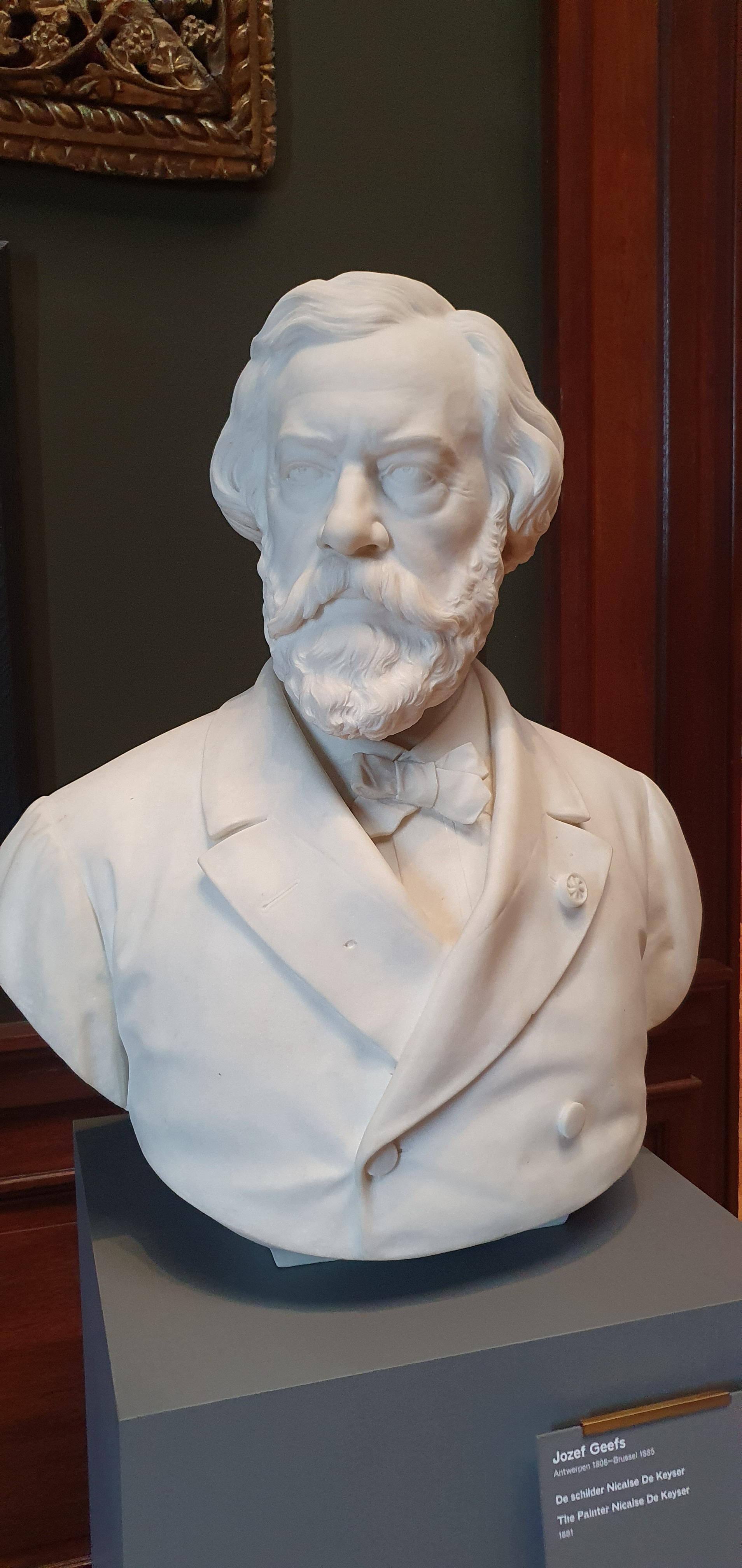
Büste von Nicaise de Keyser (1881)
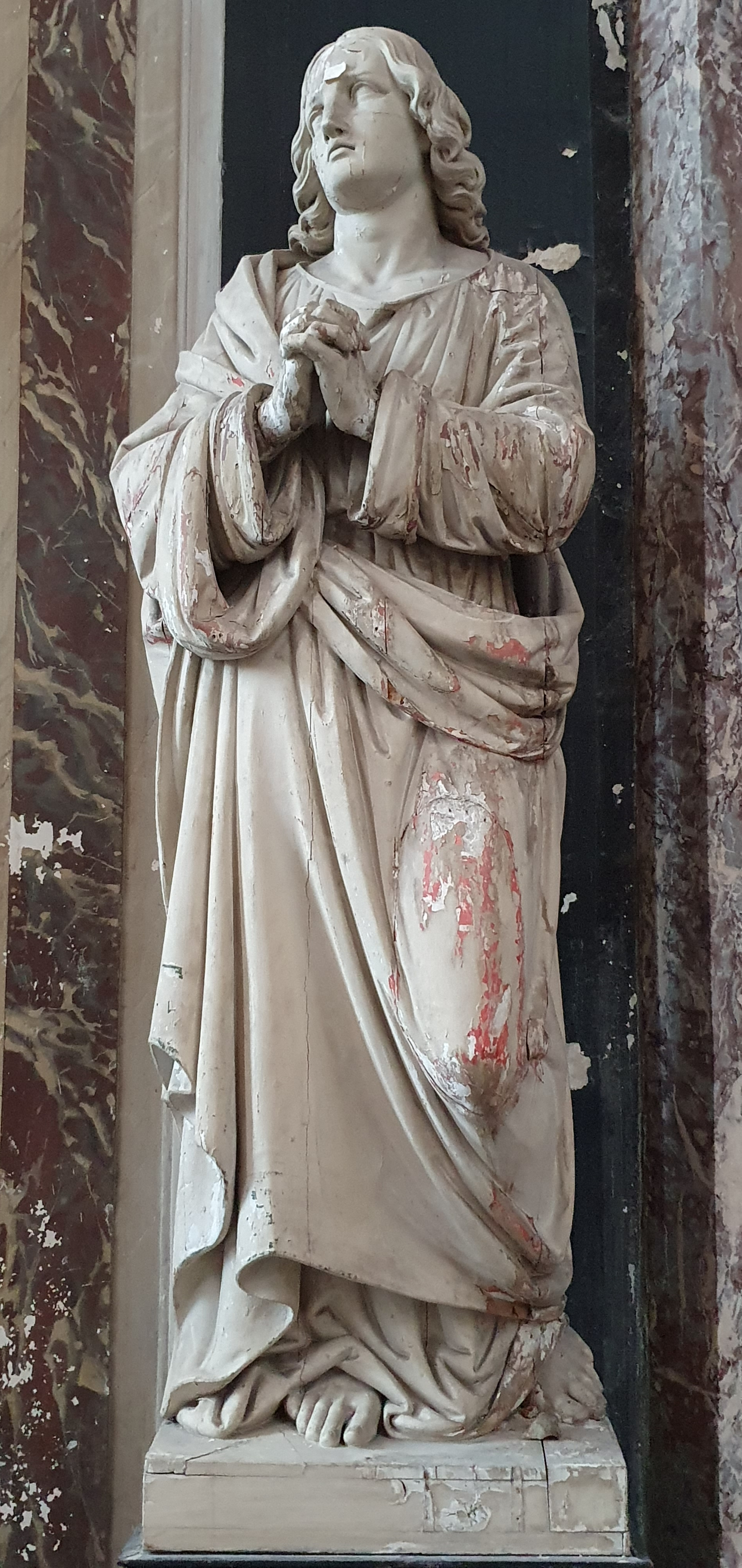
Apostel Johannes der Kreuzigungsgruppe in der Sint-Jacobskerk (1845 – 1846)
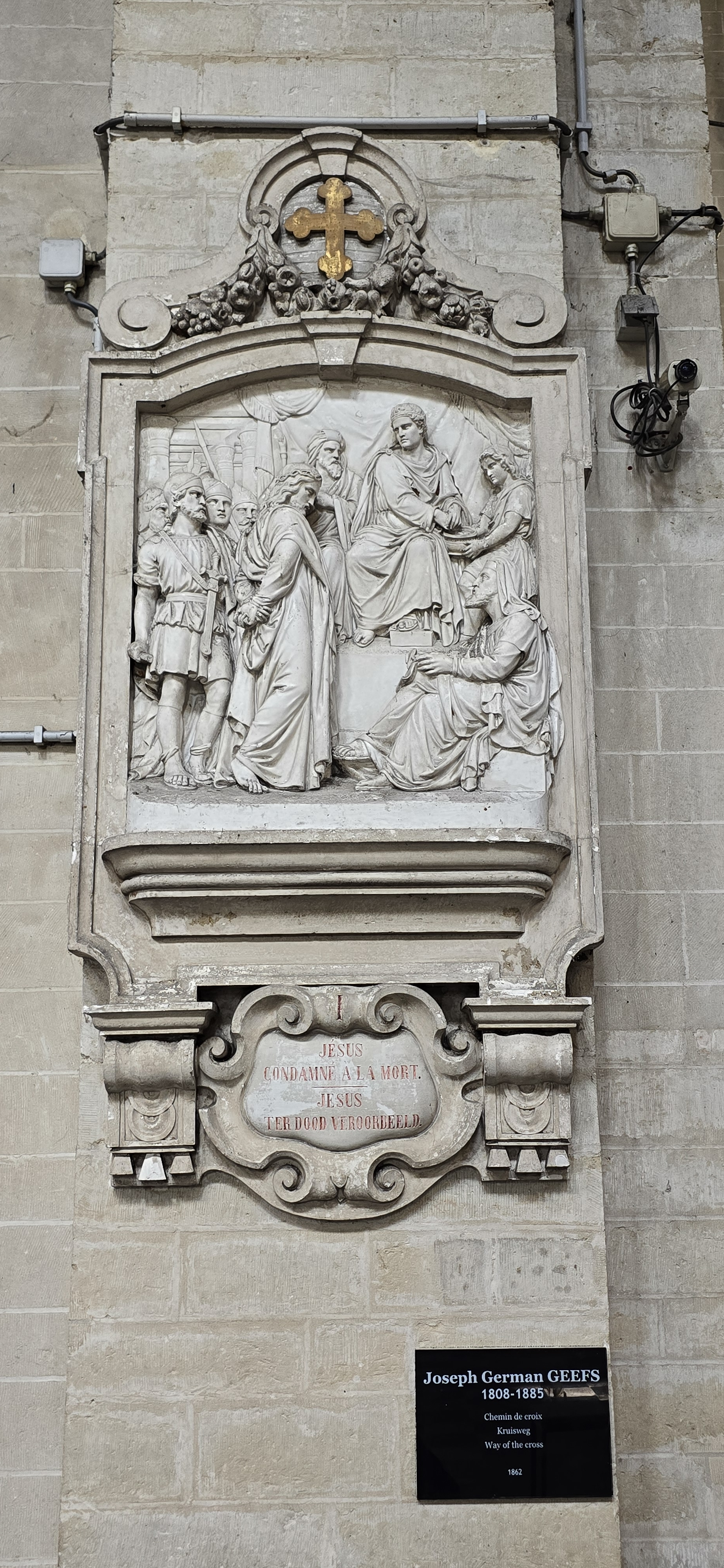
Erste Station des Kreuzweges in der Kirche Sint-Jan-Baptist ten Begijnhof (1862)
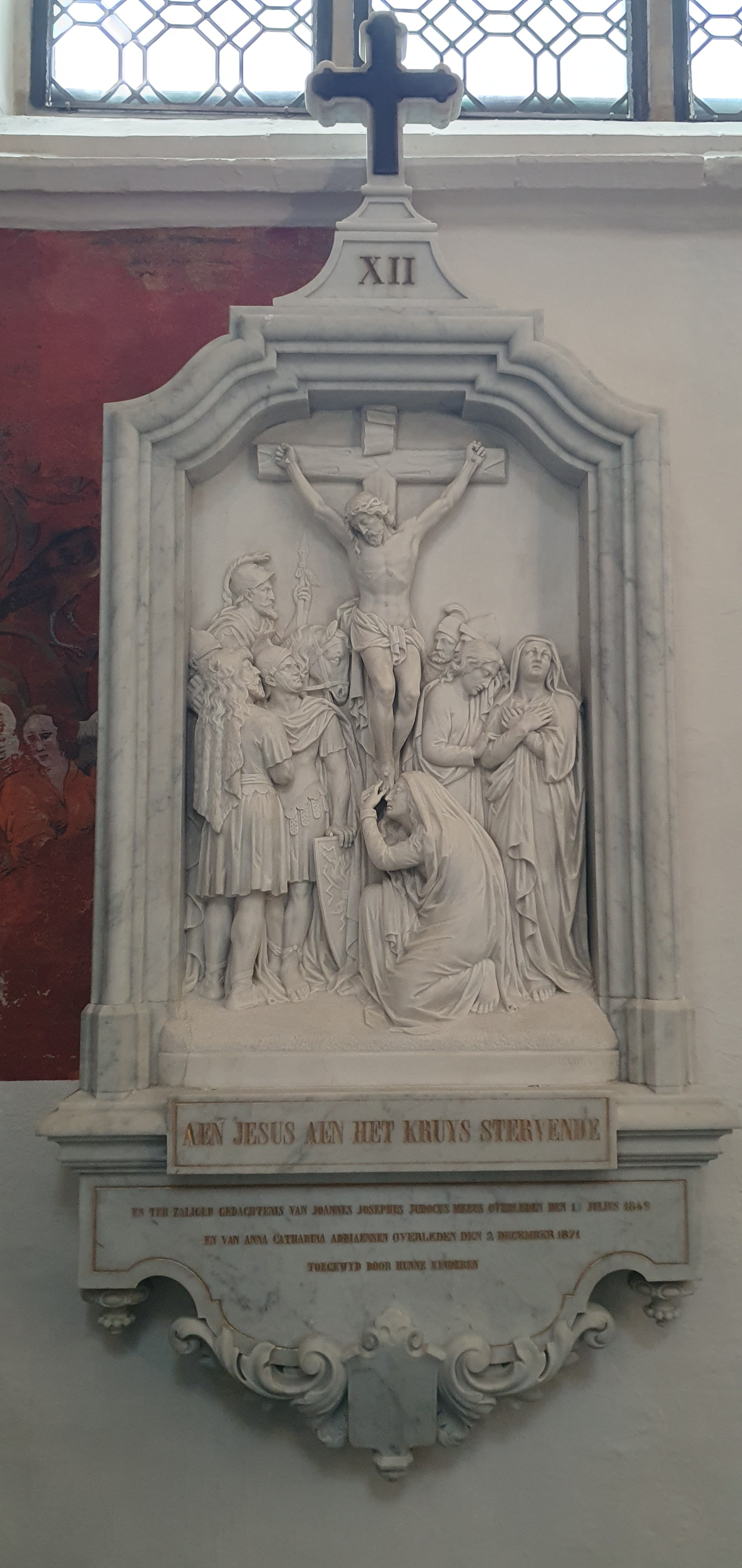
Station XII des Kreuzweges in der Kirche St. Jakob in Antwerpen (1858)
Gijsbert Karel van Hogendorp (1867), Rotterdam